# Jeorjos Efrem
Jeorjos Efrem (ur. 5 lipca 1989 w Limassolu) – cypryjski piłkarz, który od 2014 występuje w klubie I ligi cypryjskiej – APOEL FC.

## Kariera klubowa
Efrem zaczął swą karierę w wieku 15 lat w Arsenalu, do którego trafił w 2004 i regularnie występował w zespole rezerw. Nie był jednak w stanie przebić się do pierwszego zespołu w maju 2007 trafił do Rangers F.C.. Wkrótce zaczął mieć pewne miejsce w zespole rezerw i w celu zdobycia przez niego doświadczenia 1 lutego 2009 postanowiono wypożyczyć go do zespołu Scottish First Division, Dundee F.C.. Efrem tydzień później zdobył gola w swoim debiutanckim spotkaniu z Livingston. 1 czerwca 2009 został zwolniony przez Rangersów i trafił do Omonii. W 2014 roku odszedł do APOEL FC.

## Kariera międzynarodowa
Jest młodzieżowym reprezentantem Cypru i kapitanem reprezentacji do lat 21. W marcu 2009 został powołany do pierwszej reprezentacji. We wrześniu 2009 zaliczył pierwsze dwa występy w dorosłej kadrze Cypru.